# Partido Comunista da Espanha (reconstituído)
Partido Comunista da Espanha (reconstituído) (PCE-r) é um partido clandestino espanhol de ideologia marxista-leninista, cindido do Partido Comunista da Espanha (PCE). É considerado como o braço político dos GRAPO - Grupos de Resistência Antifascista Primeiro de Outubro.

## História
A origem do Partido Comunista da Espanha (reconstituído) remontam à formação, em 1968, em Bruxelas, da Organização Marxista-Leninista Espanhola (OMLE), composta por militantes do Partido Comunista da Espanha (PCE), dos Círculos Guevaristas e doutras organizaçoes espanholas no exílio europeu, a qual pretendia reconstruir o antigo Partido Comunista da Espanha.